# Ariel (editorial)
Editorial Ariel fue fundada en 1942, en Barcelona, por Pepe Calsamiglia y Alexander Argullós.  Sus primeras publicaciones fueron obras de amistades de los fundadores.  En una ampliación de capital, Joan Reventós se hizo copropietario y se involucró en las actividades editoriales.  Publicó en España por vez primera a Marcuse, Hobsbawn, Galbraith y a Chomsky.  Empleó a Alberto Corazón para diseñar las portadas de la colección de bolsillo Ariel Quincenal, colección creada bajo la dirección de Xavier Folch.  Tras un fallido intento de fusión con Editorial Labor, Ariel se asoció a Editorial Seix Barral y fue posteriormente adquirida por Grupo Planeta en la década de 1980.  En 2012, entre los principales autores que editaba se encontraban José Ángel Mañas, José Antonio Marina, y Fernando Savater; su director era Francisco Martínez Soria.